# Ardem Patapoutian
Ardem Patapoutian (Beirut, Líbano, 2 de octubre de 1967) es un biólogo molecular armenio nacido en Líbano e inmigrante en Estados Unidos. En 2021 recibió el Premio Nobel en Medicina y Fisiología en conjunto con David Julius por sus descubrimientos en los receptores de temperatura y tacto.

## Biografía
Ardem Patapoutian nació en Líbano en 1967. Inmigrante armenio, se formó durante un año en la American University of Beirut y llegó a Estados Unidos huyendo de la guerra en Líbano. Allí se licenció en Ciencias en la Universidad de California en Los Ángeles y se doctoró en Biología por el Instituto Tecnológico de California en 1996. Después de una estancia postdoctoral en la Universidad de California en San Francisco (UCSF), trabajó varios años (2000-2014) en el Instituto de Genómica de Novartis y más tarde se incorporó como profesor e investigador al Departamento de Neurociencia del Scripps Research Institute de California, donde ya había estado por breve espacio de tiempo antes del 2000.
Patapoutian ha escrito más de un centenar de artículos académicos en publicaciones de alto impacto. El trabajo de investigación de Patapoutian y su equipo se ha desarrollado en torno al sentido del tacto, y más concretamente a conocer cómo se perciben los estímulos físicos como, por ejemplo, la temperatura y la presión y qué moléculas son las responsables. El punto de partida de la investigación de Patapoutian fue la observación de que el tacto es el único sentido basado en la traducción de una señal física de presión al lenguaje químico que comprende el cuerpo. Con su grupo, Patapoutian buscó células que, cultivadas en el laboratorio, reaccionaran eléctricamente ante un estímulo físico de presión. Cuando las encontraron, anularon de manera sistemática la expresión de genes candidatos mediante ARN de interferencia hasta que identificaron el receptor. Estas proteínas receptoras se denominan 'piezos' ("presión", en griego) y son responsables de la percepción de la presión en la piel y en los vasos sanguíneos, por lo que su importancia para la salud va más allá del sentido del tacto. El grupo de Patapoutian ha desvelado la estructura tridimensional de los receptores piezo, lo que ayuda a entender también su funcionamiento mecánico: son grandes proteínas que entran y salen decenas de veces de la membrana de las células, como si fueran un hilo elástico enhebrado en la membrana, que se estira y encoge.
En 2021, Patapoupian fue galardonado con el Premio Fundación BBVA Fronteras del Conocimiento en la categoría de Biología y Biomedicina 2020, junto con el estadounidense, David Julius, «por identificar los receptores que nos permiten percibir la temperatura, el dolor y la presión». A juicio del jurado, «la temperatura, el dolor y la presión forman parte de nuestro sentido del tacto, quizás el menos comprendido de los cinco sentidos humanos. Julius y Patapoutian han desvelado las bases moleculares y neuronales para las sensaciones térmicas y mecánicas».
En 2021 recibió el Premio Nobel en Medicina y Fisiología en conjunto con David Julius, por sus descubrimientos en los receptores de temperatura y tacto.
Ardem Patapoutian es miembro de diversas entidades científicas como la Asociación Estadounidense para el Avance de la Ciencia y la Academia Nacional de Ciencias de Estados Unidos.